# J.E. Freeman
James Elizabeth Freeman, conosciuto anche con il nome James Elizabeth Freeman (Brooklyn, New York, 2 febbraio 1946 – San Francisco, 9 agosto 2014), è stato un attore e poeta statunitense.

## Biografia
Nel 1979 J. E. Freeman si è trasferito a Los Angeles per seguire la sua carriera cinematografica. Freeman era gay dichiarato. Nel 2009 ha pubblicato una lettera all'editore di sfgate.com dove dettagliava le sue reminiscenze sui Moti di Stonewall. Scriveva poesie e aveva un blog su Tumblr (Freedpoet) dedicato ad esse. J.E.Freeman ha studiato da attore con Jean Shelton agli Shelton Studios nell'area di San Francisco negli anni settanta. È stato nominato migliore attore interpretando Teach nella première teatrale della West Coast di American Buffalo di David Mamet
Freeman fu spesso incaricato di interpretare i ruoli da 'duro' e la sua prima apparizione è avvenuta nei primi anni ottanta nel film d'azione Triade chiama Canale 6 nel quale interpreta la parte di un autista di carro attrezzi che scambia battute con Chuck Norris. Freeman è conosciuto specialmente per i ruoli di personaggi minacciosi: il gangster Santos nel film Cuore selvaggio di David Lynch, il terrificante Eddie Dane, feroce picchiatore gay in Crocevia della morte dei fratelli Coen, e lo spregevole scienziato Mason Wren in Alien - La clonazione. Altre apparizioni degne di nota sono: Per favore, ammazzatemi mia moglie, Giochi di potere, Copycat - Omicidi in serie e Go - Una notte da dimenticare.
Ritiratosi dalla carriera di attore nel 2004, è morto la sera del 9 agosto 2014 all'età di 68 anni.

## Filmografia

### Cinema
- Triade chiama Canale 6 (1981)
- Twice Upon a Time, regia di John Korty (1983)
- Per favore, ammazzatemi mia moglie (1986)
- Hard Traveling (1986)
- Lo strizzacervelli (1988)
- Cuore selvaggio (1990)
- Crocevia della morte (1990)
- La giustizia di un uomo (1991)
- Un medico, un uomo (1991)
- Air Force - Aquile d'acciaio (1992)
- Giochi di potere (1992)
- La notte della verità (1994)
- Può succedere anche a te (1994)
- There Goes My Baby (1994)
- Copycat - Omicidi in serie (1995)
- Un sogno in fondo al mare (1997)
- Alien - La clonazione (1997)
- L'uomo che sapeva troppo poco (1997)
- Dance with Me (1998)
- Fool's Gold (1998)
- Go - Una notte da dimenticare (1999)
- Auggie Rose (2000)
- Skeleton Woman (2000)
- Along for the Ride (2000)
- Suspended Animation (2001)
- L'uomo dei miei sogni (Carolina) (2003)
- Tremors 4 - Agli inizi della leggenda (2004)

### Televisione
- Partners in Crime - film TV (1973)
- Bitter Harvest - film TV (1981)
- Fifty/Fifty - serie TV, 1 episodio (1984)
- Mai dire sì (Remington Steele) - serie TV, 1 episodio (1985)
- Hill Street giorno e notte (Hill Street Blues) - serie TV, 1 episodio (1985)
- Chase - Caccia mortale (Chase) - film TV (1985)
- Stingray - serie TV, 1 episodio (1986)
- Fresno - miniserie TV (1986)
- Autostop per il cielo (Highway to Heaven) - serie TV, episodio 3x14 (1987)
- Ohara - serie TV, 1 episodio (1987)
- MacGyver - serie TV, 1 episodio (1987)
- Hunter - serie TV, 1 episodio (1987)
- Terrorist on Trial: The United States vs. Salim Ajami - film TV (1988)
- Hooperman - serie TV, 1 episodio (1988)
- Le inchieste di Padre Dowling (Father Dowling Mysteries) - serie TV, 1 episodio (1990)
- Memphis - film TV (1992)
- Finché morte non ci separi (Till Death Do Us Part) - film TV (1992)
- The Fifth Corner - serie TV (1992)
- Highlander (Highlander: The Series) – serie TV, episodio 1x02 (1992)
- Casualties of Love: The Long Island Lolita Story - film TV (1993)
- Fallen Angels - serie TV, 1 episodio (1993)
- Nash Bridges - serie TV, 1 episodio (1996)
- The Others - serie TV, 1 episodio (2000)
- E.R. - Medici in prima linea (ER) - serie TV, 1 episodio (2001)
- NYPD - New York Police Department (NYPD Blue) - serie TV, 1 episodio (2003)
- 44 Minutes: The North Hollywood Shoot-Out - film TV (2003)
- Un caso senza soluzione (Mystery Woman) - film TV (2003)
- The Inside - serie TV, 1 episodio (2005)
- Nip/Tuck - serie TV, 1 episodio (2005)
- Heartland - serie TV, 1 episodio (2007)

## Doppiatori italiani
Nelle versioni in italiano delle opere in cui ha recitato, J.E. Freeman è stato doppiato da:
- Giorgio Lopez in Alien - La clonazione e Go - Una notte da dimenticare
- Sergio Matteucci in Per favore, ammazzatemi mia moglie
- Pino Colizzi in Cuore selvaggio
- Carlo Valli in Crocevia della morte
- Alessandro Rossi in Giochi di potere
- Pietro Biondi in Copycat - Omicidi in serie
- Domenico Brioschi in Nip/Tuck